# Bärenfell-Schwingel
Der Bärenfell-Schwingel (Festuca gautieri, Syn.: Festuca scoparia), gemeinhin auch als Bärenfellgras bezeichnet, ist eine Pflanzenart aus der Gattung Schwingel (Festuca) innerhalb der Familie der Süßgräser (Poaceae). Sie wird als Zierpflanze in Parks und Gärten verwendet. 

## Beschreibung

### Vegetative Merkmale
Der Bärenfell-Schwingel ist eine überwinternde, ausdauernde krautige Pflanze, die Wuchshöhen von 20 bis 50 Zentimetern erreicht. Die kahlen Halmen haben einen Durchmesser von 0,9 bis 1,7 Millimetern. Es ist von dichtem horstförmigem Wuchs mit sehr dünnen, borstlichen bis binsenförmigen, zusammengefalteten und auf ein Drittel bis drei Viertel der Länge röhrenförmig geschlossenen Blättern. Die Blattspreiten tragen fünf bis sieben Leitbündel. Die Blatthäutchen (Ligulae) sind häutig, etwas gefranst und erreichen zirka 0,5 bis 1 Millimeter Länge.

### Generative Merkmale
Die Blütezeit reicht von Juni bis Juli. Der gelb-grüne rispige Blütenstand ist 4,5 bis 7 Zentimeter lang. Die Rispenäste sind behaart und tragen je ein Ährchen. Das Ährchen ist bei einer Länge von 9 bis 11 Millimetern länglich und abgeflacht. Die Hüllspelzen (Glumae) sind ungekielt und kürzer als die Ährchen, die untere ist einnervig, die obere ist dreinervig und 4,9 bis 5,8 Millimeter lang. Die fünfnervigen Deckspelzen (Lemma) ist 6 bis 7,3 Millimeter lang. 
Die Chromosomenzahl beträgt 2n = 14 oder 28.

## Vorkommen
Der Bärenfell-Schwingel ist im Südwesten Europas vor allem in den Pyrenäen verbreitet. Sein Verbreitungsgebiet reicht vom nördlichen Marokko über das östliche und nordöstliche Spanien bis zum südwestlichen Frankreich und umfasst auch Rumänien.
Er benötigt durchlässige, aber feuchtigkeitsspeichernde Böden in halbschattiger Lage.

## Systematik
Der Bärenfell-Schwingel wurde 1882 als Varietät Festuca varia var. gautieri von Eduard Hackel in Monogr. Festuc. Eur. Seite 181 erstbeschrieben. Die Sippe wurde von Karl Richter in Plantae Europeae Band 1, Seite 105 zur Art Festuca gautieri (Hack.) K.Richter erhoben.
Je nach Autor gibt es etwa drei Unterarten:
- Festuca gautieri (Hack.) K.Richt. subsp. gautieri: Sie kommt in Marokko, Spanien und Frankreich vor.[3]
- Festuca gautieri subsp. lutea (Hack.) Foggi & Signorini: Sie kommt in Rumänien vor.[3]
- Festuca gautieri subsp. scoparia (A.Kern. & Hack.) Kerguélen: Sie kommt in Marokko, Spanien und Frankreich vor.[3]

## Sonstiges
Festuca gautieri bildet mit der Schwingelart Festuca eskia eine Hybride, Festuca ×picoeuropeana Nava genannt.
Aufgrund seiner attraktiven, fast kugeligen Gestalt wird der Bärenfell-Schwingel als Zierpflanze verwendet. Sie ist anspruchslos und besonders gut in Steingärten und im Heidegarten sowie zur Kübelbepflanzung geeignet.